# Рындин, Владислав Васильевич
Владисла́в Васи́льевич Ры́ндин (4 августа 1937, Кудеиха, Порецкий район, Чувашская АССР — 1 июля 2015, Энгельс, Саратовская область, Россия) — советский и российский актёр театра и кино, артист Академического театра драмы им. А. С. Пушкина (Александринский театр).

## Биография
Родился 4 августа 1937 года в селе Кудеиха Порецкого района Чувашской АССР.
В 1965 году окончил Ленинградский государственный институт театра, музыки и кинематографии (класс профессора Е. И. Тиме).
Работал в Ленинградском театре им. Ленинского Комсомола (1965—1969), Гомельском областном драматическом театре (1969—1971), Ереванском русском театре имени Станиславского (1971—1979), Ивановском областном драматическом театре (1979—1982).
В 1982—1983 годах работал в ДК им. Крупской художественным руководителем театральной студии, преподавал в Институте культуры на кафедре режиссуры и руководил студенческим театром.
Заслуженный артист Армянской ССР.
С 1983 года и до конца жизни работал в Академическом театре драмы им. А. С. Пушкина (Александринский театр), сыграв большое количество различных ролей в современном и классическом репертуаре. Основные роли: Простаков («Недоросль» Д. И. Фонвизина), Калеб Пламмер («Сверчок на печи» Ч. Диккенса), первый актёр («Гамлет» У. Шекспира), Игрок («Маскарад» М. Ю. Лермонтова), жандарм («Ревизор» Н. В. Гоголя) и др.
Играл эпизодические роли в кино: «Седьмой спутник» (1967), «Ксения, любимая жена Фёдора» (1974), «Солдат и слон» (1977), «Добрая половина жизни» (1979), а после 1990 года в телесериалах.
Умер 1 июля 2015 года в городе Энгельс Саратовская область.